# 毛尔托尼
毛尔托尼，是匈牙利包尔绍德-奥包乌伊-曾普伦州所辖的一个村。总面积17.57平方公里，总人口400，人口密度22.8人/平方公里（2011年1月1日）。